# Juan de Urrede
Juan de Urrede también llamado Juan de Urreda o Johannes de Wreede (Brujas, c. 1430 – Salamanca, después de 1482) fue un cantor y compositor flamenco en activo en España al servicio del Duque de Alba y de los reyes Don Fernando y Doña Isabel.

## Vida
Juan de Urrede nació en Brujas y fue bautizado con el nombre de Johannes de Wreede. Su padre, Rolandus de Wreede, fue organista en San Donaciano hasta 1482. En 1451 Johannes vio rechazada su pasantía en San Donaciano, basándose en que padre e hijo no podían trabajar en la misma institución, pero en 1457 consiguió un cargo similar en la iglesia de Nuestra Señora. Su nombre desaparece de los registros en 1460, y se deduce que fue entonces cuando partió desde Brujas hacia España, a pesar de que no vuelve a aparecer hasta 1476, cuando se le paga como miembro de la casa de García Álvarez de Toledo, el primer duque de Alba, que era primo del rey Fernando.
El 17 de junio de 1477 fue nombrado cantante y maestro de capilla de la Capilla Real de Aragón. Según reflejan los libros de cuentas de la casa real su contrato se prolongó al menos hasta 1482. En ese periodo, parece que también solicitó una cátedra en la Universidad de Salamanca, una posición que no consiguió. No se conservan registros de Urrede a partir de 1482, si bien faltan registros de casa real correspondientes al período inmediatamente posterior a esta fecha. Se cree que Urrede pudo fallecer en el período comprendido entre 1482 y 1484, aunque hay alguna evidencia que sugiere que pudo haber vivido más tiempo.

## Obra
Compuso varios arreglos del Pange Lingua Gloriosi Corporis Mysterium, en su mayoría basadas en la melodía original mozárabe compuesta por Santo Tomás de Aquino. Una de sus composiciones para cuatro voces fue ampliamente interpretada en el siglo XVI y se convirtió en la base de una serie de obras para tecla y misas escritas por compositores españoles. Aunque escribió canciones sacras, alcanzó más renombre debido a sus canciones cortesanas, en especial Nunca fue pena mayor, con letra atribuida al duque de Alba y compuesta hacia 1470. Es posible que su melodía se funde en una obra popular de la época. La gran popularidad de esta obra maestra es atestiguada porque varios maestros la imitaron, por ejemplo Pierre de la Rue o Francisco de Peñalosa. Bartolomeo Tromboncino también copió el comienzo de la obra en su Nunqua fu pena magiore. La bella canción está escrita tres partes y también se interpretó en obras de teatro, como alguna de Gil Vicente.

### Música sacra
- Kyrie ‘Spiritus et alme’, Gloria ‘Spiritus et alme’, a 4 voces, de la Misa de Beata Virgine.
- Magnificat (sexto tono), a 4 voces; ‘Quia fecit’, ‘Esurientes’.
- Nunc dimittis, a 3 voces.
- Pange lingua, a 4 voces, dos versiones.

### Música profana
- De vos y de mi quexoso, a 3 voces.
- Muy triste será mi vida, a 3 voces.
- Nunca fue pena mayor, a 3 voces.
- Dónde estás que non te veo.

## Discografía
La música de Urrede ha sido grabada y difundida a través de los medios de comunicación, incluyendo: 
Pange Lingua del Cancionero de Segovia.
- "El Cancionero de la Catedral de Segovia", Ensemble Daedalus, Roberto Festa.

Nunca fue pena mayor, chanson c. 1470 para instrumentos.
- Del libro de partituras Colombina 1460-1490.
- De Harmonices Musices Odhecaton de Venecia 1501.
- Ensemble Les Flamboyants. Rosa Domínguez voz, Viva Biancaluna Biffi violín, Jane Achtmann violín / viola de arco, Irene Klein, viola da gamba, Norihisa Sugawara laúd / violín, Giovanna Pessi arpa, Michel Form, Luis Beduschi, Gerit Kropfl flautas dulces, Rogerio Goncalves percusión.
- Zefiro Torna. (Eufoda 1343).
- Montserrat Figueras, Hespèrion XX / Jordi Savall. (Astrée 9954).
- Montserrat Figueras, Hesperion XX / Luiz Alves de Silva. (Fontalis 8763).
- Ferré, Binchois Ensemble / D. Vellard. (EMI Virgin Classics 567-545359).
- Hilliard Ensemble. (EMI Virgin Classics 653-561394).
- Waverly Consort / Jaffee. (EMI Virgin Classics 621-561815).
- Newberry Consort. (Harmonia Mundi France 7907083).
- Larry Hill, Gregory Tambornino. (Meridian 84406).
- Nancy Knowles, Frank Wallace. (Centauro 2109).

Dónde estás que non te veo, para voz e instrumentos del Cancionero de la Colombina 1460-1490.
- Montserrat Figueras, Hesperion XX / Jordi Savall. (Astrée 9954).

Muy triste será mi vida del Cancionero de la Colombina 1460-1490.
- Hesperion XX / Jordi Savall. (Astrée 9954).[5]